# Oakridge (Oregon)
Oakridge – miasto w Stanach Zjednoczonych, w stanie Oregon, w hrabstwie Lane.